# Скансано
Сканса̀но (на италиански: Scansano) е малко градче и община в централна Италия, провинция Гросето, регион Тоскана. Разположено е на 500 m надморска височина. Населението на общината е 4561 души (към 2013 г.).